# Dreuilhe
 Dreuilhe  là một xã ở tỉnh Ariège, thuộc vùng Occitanie ở phía tây nam nước Pháp.